# كيمبرلي يونغ
كيمبرلي يونغ (بالإنجليزية: Kimberly Young)‏ هي طبيبة نفسية وخبيرة في إدمان الإنترنت. وتعرف «يونغ» «إدمان الإنترنت» بأنه استخدام شبكة الإنترنت أكثر من 38 ساعة أسبوعياً. وقدرت ان تستخرج اضرار هذا المرض وتكلمت عنه في مواضيع كثيرة وتكلمت في الكثير من البرامج كان منها TEDxTalk.

## وصلات خارجية
- Kimberly Young St. Bonaventure University